# بخش پلیزنت (شهرستان مدیسون، اوهایو)
بخش پلیزنت (به انگلیسی: Pleasant Township) یک منطقهٔ مسکونی در ایالات متحده آمریکا است که در شهرستان مدیسون، اوهایو واقع شده‌است.
 بخش پلیزنت ۸۱٫۰ کیلومتر مربع مساحت و ۳٬۲۸۲ نفر جمعیت دارد و ۲۷۹ متر بالاتر از سطح دریا واقع شده‌است.